# 1954年の日本シリーズ
1954年の日本シリーズ（1954ねんのにっぽんシリーズ、1954ねんのにほんシリーズ）は、1954年10月30日から11月7日まで行われたセ・リーグ優勝チームの中日ドラゴンズとパ・リーグ優勝チームの西鉄ライオンズによる第5回プロ野球日本選手権シリーズである。中日球場と平和台球場で開催され、日本シリーズ5回目にして初めて九州地方および本州以外で試合が開催され、関東地方もしくは関西地方では1試合も開催されなかったシリーズとなった。なお中日が次に日本一になるのは53年後の2007年となる。

## 試合結果
| 10月30日（土）                 | 第1戦  | 西鉄ライオンズ | 1 - 5  | 中日ドラゴンズ | 中日球場   |
| 10月31日（日）                 | 第2戦  | 西鉄ライオンズ | 0 - 5  | 中日ドラゴンズ | 中日球場   |
| 11月1日（月）                  | 移動日 | 移動日         | 移動日 | 移動日         | 移動日     |
| 11月2日（火）                  | 第3戦  | 中日ドラゴンズ | 0 - 5  | 西鉄ライオンズ | 平和台球場 |
| 11月3日（水）                  | 第4戦  | 中日ドラゴンズ | 0 - 3  | 西鉄ライオンズ | 平和台球場 |
| 11月4日（木）                  | 第5戦  | 中日ドラゴンズ | 3 - 2  | 西鉄ライオンズ | 平和台球場 |
| 11月5日（金）                  | 移動日 | 移動日         | 移動日 | 移動日         | 移動日     |
| 11月6日（土）                  | 第6戦  | 西鉄ライオンズ | 4 - 1  | 中日ドラゴンズ | 中日球場   |
| 11月7日（日）                  | 第7戦  | 西鉄ライオンズ | 0 - 1  | 中日ドラゴンズ | 中日球場   |
| 優勝：中日ドラゴンズ（初優勝） |        |                |        |                |            |

### 第1戦
10月30日　中日球場　入場者数:29245人
| 西鉄 | 0 | 0 | 1 | 0 | 0 | 0 | 0 | 0 | 0 | 1 |
| 中日 | 1 | 0 | 0 | 0 | 0 | 0 | 0 | 4 | X | 5 |

| （西） | ●西村（1敗）、川崎 - 日比野 |
| （中） | ○杉下（1勝） - 河合保       |
| 本塁打 |                             |
| （西） | 日比野 1号（3回杉下）       |
| （中） | 児玉1号2ラン（8回西村）     |

[審判]セ筒井（球）パ横沢、セ津田、パ苅田（塁）セ円城寺、パ長谷川（外）
公式記録関係（日本野球機構ページ）

### 第2戦
10月31日　中日球場　入場者数： 30303人
| 西鉄 | 0 | 0 | 0 | 0 | 0 | 0 | 0 | 0 | 0 | 0 |
| 中日 | 0 | 0 | 0 | 0 | 2 | 3 | 0 | 0 | x | 5 |

| （西） | ●大津（1敗）、河村、北原 - 日比野、永利 |
| （中） | ○石川克（1勝）、杉下 - 野口明、河合保   |
| 本塁打 |                                         |
| （中） | 西沢1号2ラン（5回大津）                 |

[審判]パ二出川（球）セ国友、パ横沢、セ円城寺（塁）パ長谷川、セ津田（外）
公式記録関係（日本野球機構ページ）

### 第3戦
11月2日　平和台球場　入場者数：23994人
| 中日 | 0 | 0 | 0 | 0 | 0 | 0 | 0 | 0 | 0 | 0 |
| 西鉄 | 1 | 0 | 0 | 1 | 0 | 0 | 0 | 3 | X | 5 |

| （中） | ●大島（1敗）、徳永 - 加藤進、河合保 |
| （西） | ○河村（1勝） - 日比野               |
| 本塁打 |                                     |
| （西） | 日比野2号ソロ（4回大島）            |

[審判]セ筒井（球）パ横沢、セ国友、パ苅田（塁）セ円城寺、パ長谷川（外）
平和台球場に舞台を移した第3戦、西鉄は河村英文、中日は大島信雄の先発。西鉄は初回、大下弘の適時打で先制。4回には日比野の2号ソロ本塁打、8回には敵失を足がかりに、仰木彬、河野、高倉の3連打で3点を追加し、河村が2安打完封。
公式記録関係（日本野球機構ページ）

### 第4戦
11月3日　平和台球場　入場者数：25185人
| 中日 | 0 | 0 | 0 | 0 | 0 | 0 | 0 | 0 | 0 | 0 |
| 西鉄 | 0 | 0 | 0 | 2 | 1 | 0 | 0 | 0 | X | 3 |

| （中） | ●杉下（1勝1敗） - 河合保 |
| （西） | ○川崎（1勝） - 日比野    |

[審判]パ二出川（球）セ津田、パ苅田、セ円城寺（塁）パ長谷川、セ国友（外）
公式記録関係（日本野球機構ページ）

### 第5戦
11月4日　平和台球場　入場者数：19771人
| 中日 | 1 | 0 | 0 | 0 | 0 | 0 | 0 | 1 | 1 | 3 |
| 西鉄 | 0 | 1 | 0 | 0 | 0 | 0 | 0 | 0 | 1 | 2 |

| （中） | ○杉下（2勝1敗）- 野口明、河合保      |
| （西） | 大津、西村、●河村（1勝1敗） - 日比野 |
| 本塁打 |                                      |
| （西） | 日比野3号ソロ（9回杉下）             |

[審判]セ筒井（球）パ苅田、セ円城寺、パ横沢（塁）セ津田、パ長谷川（外）
公式記録関係（日本野球機構ページ）

### 第6戦
11月6日　中日球場　入場者数： 27776人
| 西鉄 | 0 | 0 | 0 | 0 | 0 | 3 | 1 | 0 | 0 | 4 |
| 中日 | 0 | 0 | 1 | 0 | 0 | 0 | 0 | 0 | 0 | 1 |

| （西） | 川崎、河村、○大津（1勝1敗） - 日比野     |
| （中） | ●石川克（1勝1敗）、空谷 - 野口明、河合保 |

[審判]パ二出川（球）セ国友、パ横沢、セ津田（塁）パ長谷川、セ円城寺（外）
公式記録関係（日本野球機構ページ）

### 第7戦
11月7日　中日球場　入場者数：23215人
| 西鉄 | 0 | 0 | 0 | 0 | 0 | 0 | 0 | 0 | 0 | 0 |
| 中日 | 0 | 0 | 0 | 0 | 0 | 0 | 1 | 0 | X | 1 |

| （西） | ●河村（1勝2敗）、川崎、西村 - 日比野 |
| （中） | ○杉下（3勝1敗）- 河合保              |

[審判]セ筒井（球）パ横沢、セ津田、パ苅田（塁）セ国友、パ長谷川（外）
公式記録関係（日本野球機構ページ）

## 表彰選手
- 最高殊勲選手賞、最優秀投手賞 杉下茂（中）
- 首位打者賞　日比野武（西）
- 首位本塁打賞　日比野武（西）
- 首位打点賞　西沢道夫（中）
- 最優秀技能賞　本多逸郎（中）
- 敢闘賞　大下弘（西）

## テレビ・ラジオ中継

### テレビ中継
- 第1戦：10月30日 NHKテレビ 実況：石田武
- 第2戦：10月31日 NHKテレビ
- 第3戦：11月2日・第4戦:11月3日・第5戦:11月4日 テレビ中継なし
  - 福岡地区ではまだテレビ放送が開始されていなかったために中継なし[2]
- 第6戦：11月6日 NHKテレビ
- 第7戦：11月7日 NHKテレビ

### ラジオ中継
- 第1戦：10月30日
  - NHKラジオ第2
  - ラジオ東京・朝日放送 実況：小坂秀二（ラジオ東京） 解説：大和球士
  - 文化放送・中部日本放送・新日本放送 実況：宇井昇（中部日本放送） 解説：中澤不二雄
- 第2戦：10月31日
  - NHKラジオ第2
  - 朝日放送（・ラジオ東京予備カード） 実況：村上守（朝日放送） 解説：大和球士
  - 文化放送・中部日本放送・新日本放送 実況：原和男（文化放送） 解説：杉浦清
- 第3戦：11月2日
  - NHKラジオ第2
  - ラジオ東京・朝日放送・ラジオ九州 実況：寺田精作（ラジオ九州） 解説：大和球士
  - 文化放送・新日本放送 解説：中澤不二雄
- 第4戦：11月3日
  - NHKラジオ第2
  - ラジオ東京・朝日放送 実況：中村鋭一
  - 文化放送・新日本放送 実況：田中アナウンサー 解説：中澤不二雄
  - 日本短波放送※
- 第5戦：11月4日
  - NHKラジオ第2
  - ラジオ東京・朝日放送 実況：近江正俊（ラジオ東京） 解説：大和球士
  - 文化放送・新日本放送 実況：香西正重（新日本放送） 解説：中澤不二雄
- 第6戦：11月6日
  - NHKラジオ第2
  - 朝日放送（・ラジオ東京予備カード） 実況：西村一男（朝日放送） 解説：大和球士
  - 文化放送・中部日本放送・新日本放送 実況：大庭俊司（文化放送） 解説：中澤不二雄、杉浦清
- 第7戦：11月7日
  - NHKラジオ第2
  - 朝日放送（・ラジオ東京予備カード） 実況：近江正俊（ラジオ東京） 解説：大和球士
  - 文化放送・中部日本放送・新日本放送 実況：宇井昇（中部日本放送） 解説：中澤不二雄、杉浦清

現在までに日本短波放送（→ラジオたんぱ→現・ラジオNIKKEI）が日本シリーズを中継したのはこの年の第4戦だけである。